# Heckler & Koch VP70
A Heckler & Koch VP70 é uma pistola de armação de polímero de 9×19 mm, 18 tiros, ação dupla, semiautomática/com capacidade de rajada de três tiros, fabricada pela empresa de armas alemã Heckler & Koch GmbH. 
O "VP" na identificação do modelo é sigla para "Volkspistole" (literalmente "Pistola do Povo"), e a designação 70 foi para o primeiro ano de produção, 1970.

## Projeto
A VP70 combinou uma série de recursos de design inovadores ou, pelo menos, muito incomuns para a época:
- Foi a primeira arma com armação de polímero, 12 anos anterior à Glock 17. Com 820 g (28,9 onças) descarregada, a arma é mais leve do que a maioria das pistolas com armação de metal da época.
- Possui um carregador de pilha dupla e alimentação dupla; carregadores de alimentação dupla são incomuns para pistolas até hoje. Esses carregadores comportam 18 cartuchos, uma capacidade bastante alta para a época de produção original.
- Assim como no Mauser C96 e no Lahti L35, a coronha foi projetada para ser usada como coldre quando não montada. Na versão militar do VP70 esta combinação inclui uma característica única: quando montada, um interruptor de disparo seletivo, localizado na coronha, permite mudar a arma para um modo de rajada de três tiros, com uma taxa cíclica de 2.200 tiros por minuto.
- A VP70 usa um percussor com mola como uma Glock, em vez de um martelo convencional.
- É apenas de ação dupla, então o gatilho é relativamente pesado.
- Em vez de uma mira frontal em lâmina, o VP70 usa uma rampa polida com um entalhe central no meio para fornecer a ilusão de um poste frontal escuro.
- O cano tem um estriamento profundo; isso foi feito para liberar propositalmente o gás através da bala, colocando menos pressão de gás no slide, uma parte crítica da função de blowback direto do VP70. Isso também resulta em uma velocidade de projétil ligeiramente reduzida quando comparada a outras pistolas com comprimento de cano semelhante ou até mesmo um pouco menor.[5][6]

## Variantes
A arma vem em duas variedades. A variante "M" ("Militär" - militar) é de tiro seletivo (rajadas semiautomáticas / de três tiros), a variante "Z" ("Zivil" - civil) é uma versão apenas semiautomática. A VP70Z não possui recursos para fixar a coronha e também não possui as peças mecânicas internas necessárias para a função de rajada, mesmo que a coronha tenha sido anexada. A VP70Z também possui uma trava de segurança logo atrás do gatilho; na VP70M, ele é substituído por um plugue não funcional, contando apenas com o pesado gatilho de dupla ação para segurança.
Quatrocentas VP70Z foram produzidas em 9×21mm IMI; essas amostras foram feitas principalmente para o mercado civil da Itália, onde o uso do 9×19mm Parabellum era na época permitido apenas para agências militares e policiais. Todas as pistolas VP70Z vendidas para a Itália tinham capacidade para montar a coronha, mas ainda não tinham capacidade de disparo de rajada de três tiros.

## Na cultura popular
- A VP70 foi utilizada no filme Aliens (Alien 2) de James Cameron, nas mãos dos "spaces marines".
- A VP70 é a principal arma de Leon S. Kennedy no videogame Resident Evil 2 lançado em 1998. Aparecendo em sua versão VP70M, a arma não inclui a coronha do coldre ao iniciar o jogo , tendo que ser recuperado posteriormente após uma série de quebra-cabeças. Adicionar a coronha adiciona o modo burst de 3 tiros e aumenta muito a precisão da arma no jogo.
- A VP70 também faz parte do arsenal do videogame Jurassic Park [en]: Trespasser [en], em que a arma dispara em rajadas de 3 tiros.
- A VP70 está presente na série de TV Dempsey and Makepeace [en] (S02E8).

## Usuários
- Brasil: Usado pelo 1.º Batalhão de Forças Especiais[7]
- Líbano: Usada durante a Guerra Civil Libanesa;[8] adotada por algumas forças policiais[9]
- Marrocos: Forças militares;[10]
- Paraguai: Variante VP70Z;[10]
- Portugal: Variante VP70M.[10]